# Дефанс

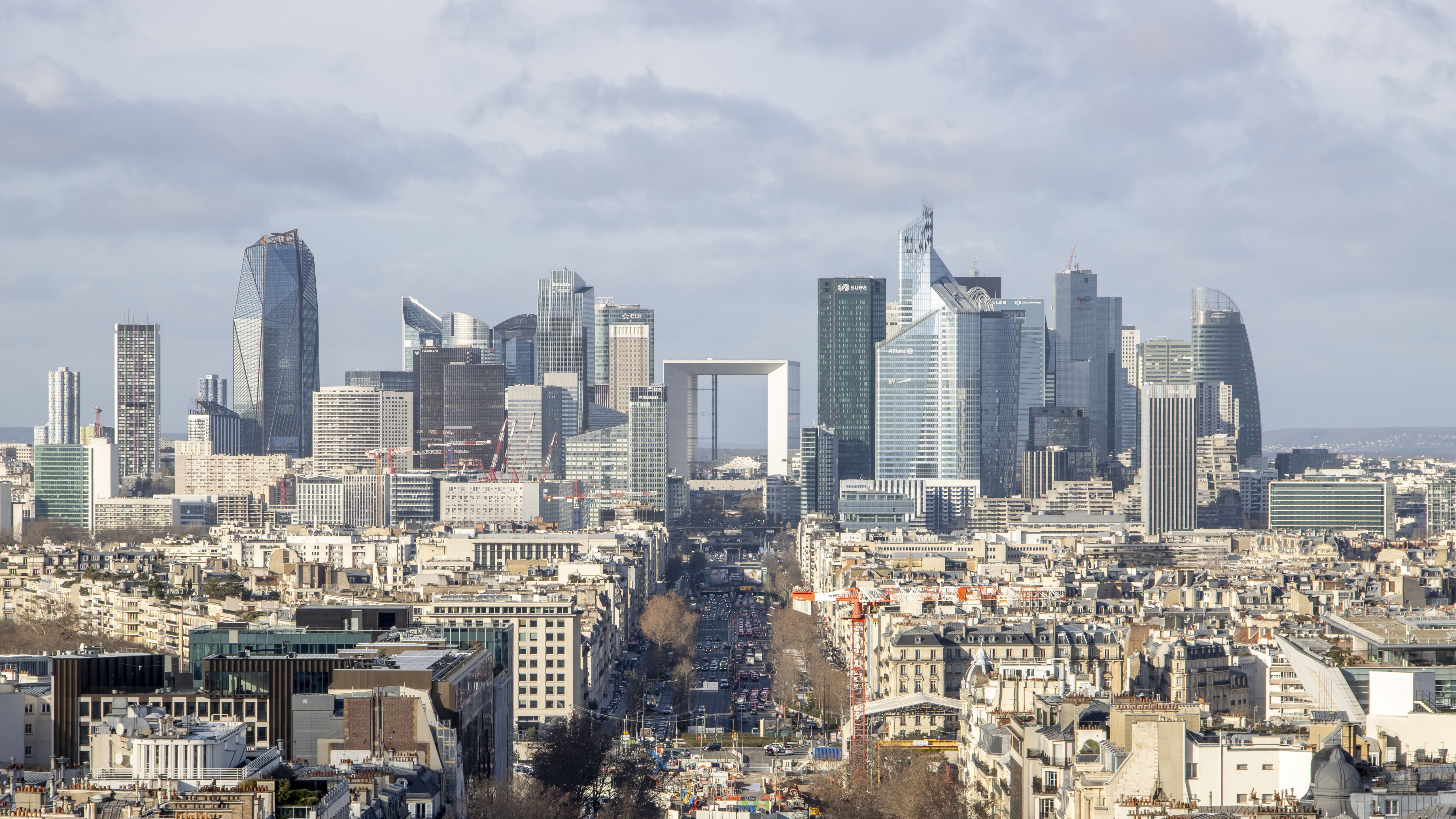
Вид з Тріумфальної арки на квартал Дефанс

48°53′30″ пн. ш. 2°14′27″ сх. д. / 48.891666666667° пн. ш. 2.2408333333333° сх. д.
Дефа́нс або Ла-Дефа́нс (фр. La Défense) — сучасний діловий і житловий квартал в ближньому передмісті Парижа, на захід від XVI округу, у департаменті О-де-Сен. Вважається найбільшим діловим центром Європи. У кварталі Дефанс проживають 20 000 чол., щодня на роботу приїздить 150 000 службовців 1500 фірм та організацій, що розмістилися в Дефанс.
Будівництво кварталу, з його пішохідною зоною довжиною 1,2 км і шириною 250 м, почалося в 1955 році. Перша офісна будівля була відкрита в 1958 році. Зараз у кварталі Дефанс розташовується велика кількість штаб-квартир банків і страхових компаній. Найвражаючими будівлями є Вежа Арева, Manhattan, Gan, CNIT (Центр новітньої Індустрії і Технологій), Вежа Фіат. Проте найвідомішою спорудою вважається Велика арка Дефанс, сучасний варіант Тріумфальної арки.
- Метро, лінія 1: станції Ла-Дефанс та Еспланад-де-Ла-Дефанс
- RER, лінія А: Ла-Дефанс (з 1970 року)

## Історія

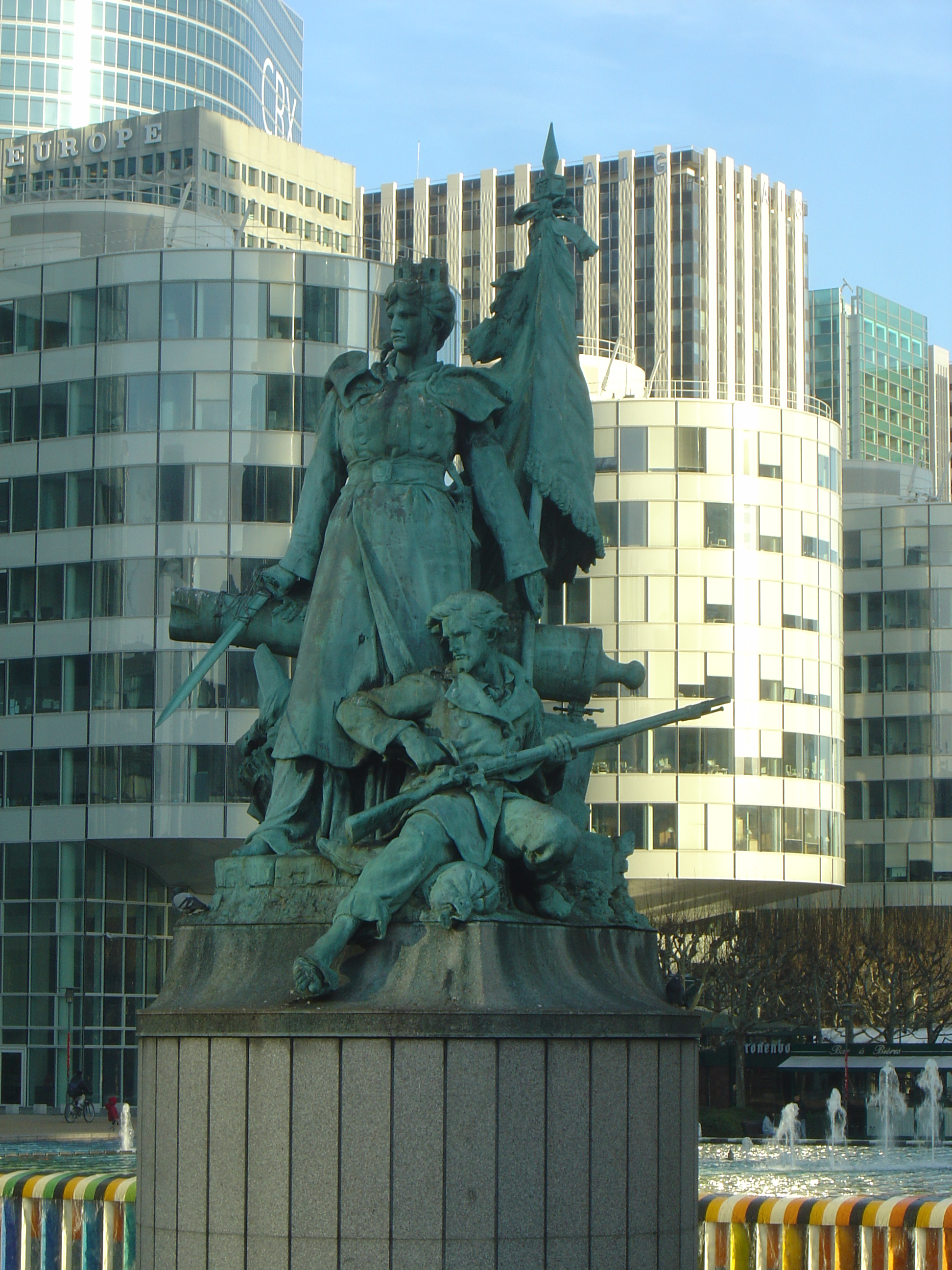
Статуя La Défense

Назва Дефанс походить від назви пам'ятника La Défense de Paris, встановленого на честь солдатів, які захищали місто під час франко-пруської війни 1870 року. Пам'ятник створений Луї-Ернест Барріа у вигляді бронзової скульптури, що знаходиться там, де раніше була дорожня розв'язка комуни Курбевуа, тепер її можна побачити на тому самому місці перед церквою.
Пагорб, на якому сьогодні розташована Велика Арка, мав раніше романтичну назву Chantecoq (Півнячий спів). Вже при Людовіку XV було продовжено історичну вісь від сьогоднішніх Єлисейських Полів у вигляді алеї, проте аж до 19 століття на пагорбі стояв вітряк. Проте власне забудову Дефансу розпочато лише після заснування спеціальної фірми для перебудови кварталу — EPAD (Etablissement Public d'Amenagement de la Défense). Завданням EPAD стало розвантаження традиційних ділових кварталів біля Тріумфальної Арки і вздовж Великих бульварів, а також розвиток інфраструктури у кварталі Дефанс. В 1958 було зведено перший будинок на пагорбі Дефанс, разом з виставковим залом Центра нових галузей промисловості та технологій.
В 1963 почали вимальовуватися конкретні обриси нового кварталу. Обсяг офісних площ склав приблизно 800 000 м². В 1970 було добудовано п'ять хмарочосів: Esso, Nobel Tower, Aquitaine, Europe та Aurore. У тому ж році була реалізована одна з головних передумов побудови нового Сіті-кварталу на околиці міста — лінія A міської швидкісної залізниці (RER), що сполучає Дефанс зі станцією «Шарль де Голль — Етуаль».
1970-ті роки, що минули під егідою екології та економічного розвитку, спричинили певні проблеми розбудови Дефанса. Як тільки стало зрозуміло, що нові висотні будівлі спотворюють перспективу Єлисейських Полів, в 1972 році пройшла хвиля протестів. Тодішній прем'єр-міністр Валері Жискар д'Естен, вже на шляху до президентства, виступив за припинення забудови кварталу. Крім того, нафтова криза 1973 року призвела до припинення проєкту. Проте 1978 року новий уряд на чолі з Раймона Барра вирішив продовжувати будівництво.
Тепер почали будувати нове покоління висоток — нижчі; в 1981 відкрився великий торговельний центр. Після міжнародного конкурсу «Обличчя захисту» в 1983 році почалися роботи зі встановлення Великої Арки за проєктом данського архітектора Йохана Отто фон Шпрехельсена; закінчилися роботи в 1989 році урочистим відкриттям пам'ятника.

## Нова ера «La Défense 2006—2015»
У грудні 2005 голова EPAD Бернар Блед оголосив про амбітний задум «La Defense 2006—2015». План розрахований на 9 років і передбачає будівництво 850 000 м² офісів і 100 000 м² житлових приміщень, будівництво трьох хмарочосів заввишки понад 300 м (Tour Signal, Tour Generali і Tour Phare) та реконструкцію вже наявних будівель.
У 2008 році, у рамках цього плану, було завершено спорудження будівель Tour Granite та Tour T1.

## Факти і цифри
- Квартал поділений на 12 секторів;
- 3 500 000 м ² офісних площ;
- 1500 компаній (з них 14 з 20 найбільших французьких підприємств і 15 з 50-ти всесвітніх компаній);
- 150 000 службовців;
- 20 000 осіб проживають в Дефансі;
- 210 000 м ² зайняті під магазини / торгові центри;
- 2600 готельних номерів;
- 310 000 м ² викладено монолітними плитами;
- 11 га зелених насаджень;
- 90 000 м ² доріг, з них 60 000 м ² критих;
- 60 скульптур і пам'ятників сучасного мистецтва.